# Census County Division
Con Census County Division (in breve CCD), secondo la definizione data dallo United States Census Bureau, si intende una primaria divisione amministrativa di una contea statunitense (o di un suo equivalente) avente finalità esclusivamente statistiche. In pratica, negli stati nei quali non è stata attivata la suddivisione in Divisioni civili minori (MCD), l'ufficio statistico statunitense ha imposto comunque la creazione di entità che realizzassero una proporzionata suddivisione dei territori delle contee.
Nel censimento del 2010 sono rimasti 21 stati a servirsi di questi enti, contro i 22 dell'ultimo censimento. Nel 2008, infatti, il Tennessee ha convertito le proprie Census county divisions in Divisioni civili minori.
Gli stati con CCD sono Alabama, Arizona, California, Carolina del Sud, Colorado, Delaware, Florida, Georgia, Hawaii, Idaho, Kentucky, Montana, Nevada, Nuovo Messico, Oklahoma, Oregon, Tennessee, Texas, Utah, Washington e Wyoming.